# Liu Cixin
Liu Cixin (xinès: 刘慈欣)  (Pequín, 23 de juny de 1963) és un escriptor xinès de ciència-ficció. Guanyador d'un premi Hugo i 9 cops guanyador del premi Galaxy Award.

## Biografia
Nascut el 23 de juny de 1963 a Yangquan, Shanxi, Xina, fill d'uns treballador d'una mina. Per causa de la violència de la Revolució Cultural Xinesa, el van enviar a viure amb els parents a Luoshan County, Henan.
Va rebre formació tècnica a la Universitat del Nord de la Xina per la conservació de l'aigua i energia elèctrica (North China University of Water Conservancy and Electric Power) i es va graduar el 1988. Va treballar com informàtic a la planta d'energia local a Yangquan, Shanxi.
Està casat i té una filla.

## Obres
Els seus escrits estan enfocats principalment en el rol de la Xina en un món futur.
El seu llibre més conegut, El problema dels tres cossos, es va publicar el 2007. Es va traduir a l'anglès per Ken Liu i va ser publicat per Tor Books el novembre del 2014. És el primer llibre de la trilogia El record del passat de la Terra, el segon llibre de la qual és El bosc fosc (2008, publicat en castellà el 2017) i l'últim llibre, El final de la mort (2010, publicat en castellà el 2018).
A l'any següent va guanyar el Premi Hugo per la millor novel·la. Va ser el primer autor asiàtic en guanyar el premi a la millor novel·la. S'espera una pel·lícula d'adaptació de la novel·la, prevista per 2017. El 2018 Amazon ha anunciat negociacions per quedar-se amb els drets de la trilogia per fer-ne una série de tres temporades, capaç de replicar l'èxit per a HBO de Joc de Trons, i consolidar el servei streaming de la companyia.

### Novel·les
- The Devil's Bricks (魔鬼积木) (2002)
- La era de la supernova, The Era of Supernova (超新星纪元) (2003)
- Esfera de luz, Ball Lightning (球状闪电) (2004)
- El recuerdo del pasado de la Tierra, The Remembrance of Earth's Past trilogy (publicada en anglès per Tor Books el 2014 i en castellà per Ediciones B):
  - El problema dels tres cossos, The Three-Body Problem (三体) (2007)
  - El bosc de la foscor, The Dark Forest (黑暗森林) (2008)
  - El final de la mort, Death's End (死神永生) (2010)

### Històries curtes
- The Longest Fall (地球大炮) (1998)
- The Micro-Age (微纪元) (1998)
- The Whale's song (鲸歌) (1999)
- With Her Eyes (带上她的眼睛) (1999; reeditat 2004)
- Inferno (地火) (2000)
- The Wandering Earth (流浪地球) (2000)
- The Rural Teacher (乡村教师) (2001)
- Full Spectrum Barrage Jamming (全频带阻塞干扰) (2001)
- Devourer (吞食者) (2002)
- The Glory and the Dream (光荣与梦想) (2003)
- Of Ants and Dinosaurs (白垩纪往事) (2010)
- The Wages of Humanity (赡养人类) (2005)
- Mountain (山) (2006)
- Migration across Time (时间移民) (2014)
- 2018 (2014)
- Sea of Dreams（梦之海） (2015)
- "Weight Of Memories" (2016)

## Premis
- Guanyador nou cops del premi Kehuan Shijie ["SF World"] Yinhe (Chinese Galaxy): 1999–2006, 2010.
- Premi de la World Chinese Science Fiction Association Xingyun (Nebula) al millor escriptor: 2010.
- Premi Hugo 2015 per Millor Novel·la, per la versió anglesa de El Problema dels Tres Cossos.
- Premi Xingyun 2015 per millor acompliment[7]